# Кожлангер
Кожлангер (мар. Кожлэҥер) — опустевшая деревня в Звениговском районе Республики Марий Эл. Входит в состав Шелангерского сельского поселения.

## География
Находится в южной части республики Марий Эл на расстоянии приблизительно 32 км по прямой на север-северо-восток от районного центра города Звенигово.

## История
Известна была с 1859 года, когда в деревне насчитывалось 11 дворов и 72 жителя, в 1897 году — 100 (все мари), в 1926 29 хозяйств и 134 жителя, в 1933 150 жителей, в 1939—146. В советское время работал колхоз «Йошкар пасу». В 1991 году в деревне ещё было отмечено 10 дворов.

## Население
Население составляло 8 человек (мари 100 %) в 2002 году, 0 в 2010.